# Шалабанов, Дмитрий Александрович
Дмитрий Александрович Шалабанов (род. 12 мая 1979, Караганда) — казахстанский и российский хоккеист, защитник. Тренер.

## Биография
Заниматься хоккеем начал в возрасте десяти лет в команде «Юность» (Караганда). В 1994 году вместе с тренером Валерием Паниным уехал в тольяттинскую «Ладу». В сезонах 1994/95 — 1996/97 играл за вторую команду, в сезоне 1996/97 провёл два матча в РХЛ. Во время прохождения армейской службы в сезонах 1997/98 — 1998/99 выступал за самарский ЦСК ВВС. Выступал в низших дивизионах России за «Воронеж» (1998/99), «Рубин» Тюмень (1999/2000), «Нефтяник» Лениногорск (1999/2000), ХК ЦСКА (2000/01). Был в составе фарм-клуба НХЛ «Даллас Старз» «Юта Гризлиз»[уточнить]. В 2002 году перешёл в новосозданный клуб «Казахмыс» Караганда, затем играл за казахстанские команды
«Барыс» Астана (2004/05 — 2005/06), «Сарыарка» Караганда (2006/07 — 2009/10), «Арлан» Кокшетау (2009/10).
Участник юниорского чемпионата Европы 1997.
В сезонах 2010/11 — 2011/12 — тренер, и. о. главного тренера «Сарыарки», в сезонах 2012/13 — 2013/14 — начальник команды. Тренер «Арлана» (2014/15).